# تي. جاكسون كينغ
تي. جاكسون كينغ (بالإنجليزية: T. Jackson King)‏ (24 مايو 1948)؛ صحفي وروائي أمريكي.